# Блицар
Блица́р (англ. Blitzar) — гипотетический тип космических объектов, предложенный как одно из объяснений происхождения быстрых радиоимпульсов.
Предшественником блицара считается сверхмассивная нейтронная звезда, масса которой превышает предел Оппенгеймера — Волкова. От гравитационного коллапса в чёрную дыру звезду удерживают центробежные силы, создаваемые огромной скоростью её вращения. Нейтронная звезда вращается настолько быстро, что её центробежная сила предотвращает падение вещества звезды за горизонт событий. Быстрое вращение делает нейтронную звезду типичным пульсаром, однако через несколько миллионов лет (по другим данным время существования блицара может быть всего несколько часов) сильное магнитное поле пульсара, которое излучает энергию и уменьшает момент импульса, замедляет его вращение до такой степени, что центробежные силы уже не в состоянии удержать пульсар от превращения в чёрную дыру. В момент формирования блицара часть магнитного поля пульсара вне чёрной дыры внезапно отрывается от своего исчезающего источника. Эта магнитная энергия мгновенно превращается во вспышку радиоизлучения широкого энергетического спектра.
Предполагается, что если блицары действительно существуют, это даст новые сведения о формировании чёрных дыр.

## Кандидаты
На январь 2015 года было зарегистрировано семь таких транзиентных радиоисточников, которые могут объясняться описанными выше коллапсами. По оценкам, они происходят в наблюдаемой Вселенной в среднем каждые 10 секунд. Поскольку вращающееся магнитное поле пульсара очистило окружающее пространство от газа и пыли, поблизости нет материала, который мог бы падать в новую черную дыру. Таким образом, всплеск рентгеновского излучения или гамма-лучей (который, как правило, ожидается при образовании чёрной дыры), в данном случае отсутствует.

### Событие 20190425
По архивным данным был произведён поиск гравитационной-волновых событий и быстрых радиовсплесков, которые были бы близки во времени и исходили из одной и той области неба. Из 21 события слияния нейтронных звёзд одно примерно совпало с быстрым радиовсплеском. Речь идёт о гравитационно-волновом событии GW190425 и последовавшим за ним (спустя 2,5 часа) быстром радиовсплеске FRB 20190425A. Вероятность совпадения между несвязанными событиями FRB и GW в базах данных оценивается в 2,8 σ (0,52 %). Из-за недостаточной точности локализации на небе источника гравитационных волн вероятность совпадения направлений на источники событий оцениваю в 66,7 %. Так же это событие раннее оценивалось как пример образования кварковой звезды.
При слиянии двух нейтронных звёзд массами 2,03+0,58
−0,34 M⊙ и 1,35+0,26
−0,26 M⊙ образовался объект массой 3,23+0,33
−0,11 M⊙, который после затухания осцилляций поверхности и образования равномерно вращающейся нейтронной или кварковой звезды обладал массой 3,16+0,40
−0,24 M⊙. Разница по массе исходных нейтронных звёзд и образовавшейся была излучена в виде гравитационных волн, электромагнитного излучения, истечения вещества при слиянии и нейтрино. Масса образовавшейся звезды превосходит предел Оппенгеймера—Волкова, который по некоторым расчётам для оценивают в 2,63+0,39
−0,23 M⊙ для нейтронной звезды или в 2,31+0,24
−0,08 M⊙ для кварковой звезды. Далее из-за потери энергии вращения посредством магнитного поля спустя 2,5 часа произошёл коллапс в чёрную дыру, а высвободившаяся энергия магнитного поля дала быстрый радиовсплеск.
Определённую проблему в данном случае составляет масса получившегося объекта. Предел Оппенгеймера—Волкова для невращающейся нейтронной звезды оценивают в 2,01 — 2,16 M⊙. Вращение позволяет существовать нейтронным звёздам с массами на 20 % выше этого, а для кварковой звезды — даже на 40 %. Однако с учётом погрешностей данный объект укладывается в эти пределы, хотя и на пределе погрешностей. 